# Políptico da Capela-mor da Sé de Lamego
O Políptico da Capela-mor da Sé de Lamego era um políptico de pinturas a óleo sobre madeira de castanho criado no período de 1506-1511 pelo pintor português do renascimento Vasco Fernandes (c. 1475-1542) e que decorava inicialmente a Capela Mor da Sé de Lamego, estando os cinco painéis sobreviventes actualmente no Museu de Lamego.
O grande Políptico da Capela-mor da Sé de Lamego foi encomendado pelo bispo de Lamego D. João de Madureira (1503-1511) a Vasco Fernandes, tendo para o efeito sido assinados dois contratos, o primeiro dos quais firmado em 4 de maio de 1506 e o segundo em 4 de setembro do mesmo ano, estipulando este que a obra deveria ser constituida por vinte painéis assim descritos: "dois painéis ao centro, figurando o de cima Deus Pai com o globo na mão e rodeado de anjos, e o de baixo, a Virgem, sentada, com o Menino ao colo; em três fileiras com três quadros de cada lado, cenas da Criação do Mundo, da Criação de Adão, Infância de Jesus, desde a Anunciação até à Apresentação no Templo". Com uma base iconográfica privilegiando a Criação Divina, inserida depois na Vida da Virgem e no Nascimento de Cristo, não tem paralelo na iconografia posterior.
O Políptico foi concluido em 1511 e manteve-se na Capela-mor da Sé de Lamego até que ali foram realizadas obras no séc. XVIII que levaram à sua desmontagem e desmembramento, tendo alguns painéis sido oferecidos a outras igrejas, e outros sido destruídos por serem então considerados como imorais. Restam assim os seguintes cinco painéis, que estão actualmente no Museu de Lamego: Criação dos Animais, Anunciação; Visitação; Circuncisão; Apresentação no Templo.
Para Pedro Dias e Vítor Serrão, o grandioso Políptico da Sé de Lamego é obra de acentuada influência neerlandesa, que irá diminuir à medida de novos influxos na fase de maturidade de Vasco Fernandes, mas já revelando os painéis sobreviventes deste Políptico a expressiva pujança dos tecidos, a frescura do colorido e sobretudo a largueza e finura do desenho.:135

## Descrição
O Políptico era constituido por vinte painéis, dois maiores ao centro, representando o de cima Deus Pai rodeado de anjos, e o de baixo, a Virgem e o Menino ao colo, e dezoito painéis colocados em três fileiras com três quadros de cada lado dos dois principais, com cenas da Criação do Mundo e da Criação de Adão, e da Infância de Jesus, desde a Anunciação até à Apresentação no Templo. Provavlemente por baixo dos dois painéis centrais estaria colocada um escultura policromada da Árvore de Jessé a envolver o Sacrário. No entanto, apenas se conhece que tenham chegado até ao presente os cinco painéis seguintes.
Se a encomenda comprova o prestígio do ainda jovem Vasco Fernandes, na execução das pinturas notam-se colaborações desiguais a sugerir um trabalho de parceria. A documentação conhecida refere apenas outro pintor, o tomarense Fernão de Anes, que em Lamego se dedicou apenas ao estofo da marcenaria esculpida, pelo que a possível intervenção de colaborador flamengo permanece por confirmar.

### Criação dos Animais

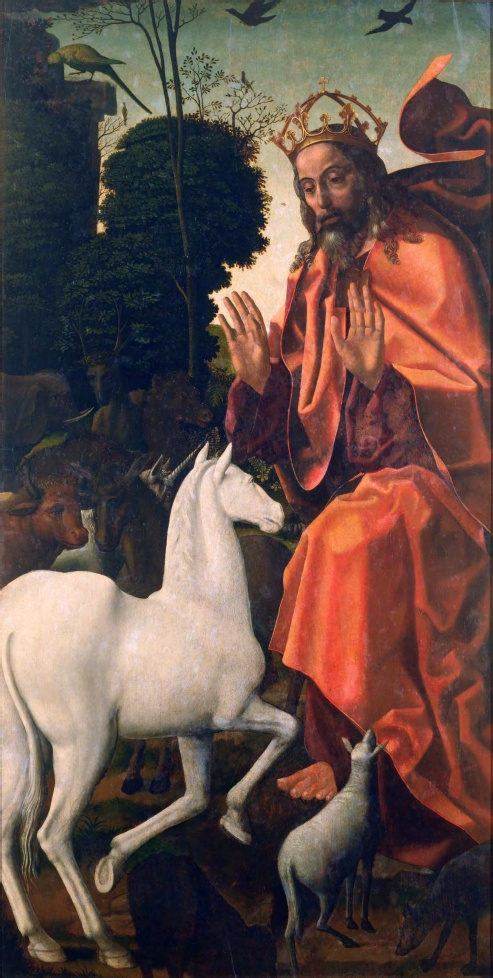
Criação dos Animais (c. 1506-1511),
Por Vasco Fernandes, atualmente no Museu de Lamego.

A Criação dos Animais é um dos painéis que constituia o Políptico da Capela-mor da Sé de Lamego, tendo sido criado por Grão Vasco, tal como os outros painéis do Políptico, no período entre 1506 e 1511. Tendo de altura 174 cm e de largura 92 cm, a obra representa o episódio bíblico da Criação dos Animais.
Este painel estava colocado na fila superior, composta, segundo a versão do Génesis, pelos seis dias da Criação, correspondendo ao sexto dia: "Deus fez, pois, os animais selvagens segundo as suas espécies, e os animais domésticos segundo as suas espécies, e todos os répteis da terra segundo as suas espécies. E viu Deus que isso era bom" (Gênesis 1:25).
O Padre Eterno aparece em primeiro plano, como figura vigorosa, ocupando grande espaço da cena, com os atributos de máxima majestade - a coroa imperial e o manto de um vermelho muito expressivo que parece em movimento. Contudo, Deus é figurado como um homem real, que poderia ser um serrano da região, mostrando o seu grande pé descalço assente na terra. Deus olha com amor, levantando as mãos à altura do peito em gesto de criação e benção. Depois, em primeiro plano, aparece um cavalinho branco, com as patas da frente flectidas. Ao lado, um pouco mais discretos, encontram-se um boi, um cordeiro, um lobo e um porco. Mais longe, num fundo de floresta, distinguem-se diversas aves e um veado, um elefante e um unicórnio.
Segundo Dalila Rodrigues (1992), a dinâmica e imponência da figura do Padre Eterno é acentuada pela coroa, pelo pé suspenso e pelo longo manto esvoaçante de um vermelho vivo, o que é realçado pela linha diagonal de composição. As formas vigorosas, apesar de alguns erros de desenho no cavalo em primeiro plano, a desenvoltura plástica na ocupação do espaço ou no desenho do manto, o extraordinário efeito luminoso do fundo, onde se recorta num tratamento delicado a vegetação, são aspectos reveladores dos recursos técnicos do jovem Vasco Fernandes, numa fase ainda precoce da sua longa actividade.
Já para Sant´Anna Dionísio, a Criação dos Animais é uma obra de estranha originalidade e consumada mestria, desde logo nas mãos do Padre Eterno, numa atitude solene, ou catalizante, de extrair com doçura do limbo dos Possíveis, as mais diversas formas de Ser. No primeiro plano, como estranha figura simbólica, destaca-se o cavalinho branco, quase dançante, formoso e ao mesmo tempo algo canhestro, parecendo querer ajoelhar (ou erguer-se) no instante em que sente o bafo vivificante vindo de cima, do céu azulado e dourado, da grande Madrugada do Mundo. Ao lado, mais discretamente, identificam-se outros seres como um boi, um cordeiro, um unicórnio, uma raposa, diversas aves. Na paisagem matutina recortam-se algumas árvores de macios tons crepusculares. Um precioso colorido ressalta nesta estranha sinfonia cromática dominada pelo equilíbrio entre a tonalidade de marfim do potro e o tom vermelho do manto do Espírito Criador que parece esvoaçar. Conclui Dionísio referindo que a observação deste formoso quadro é alimento de sobra para meia hora de deleitoso prazer artístico.:664:665

### Anunciação

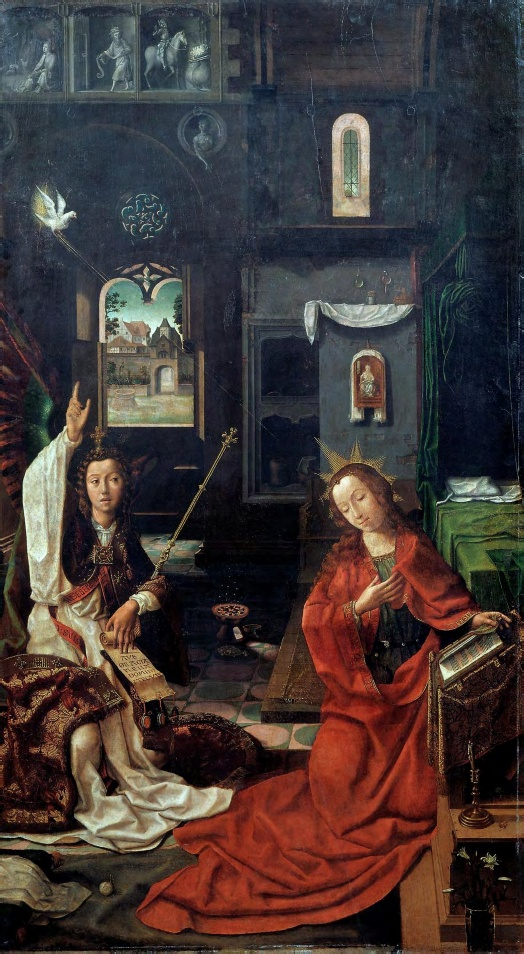
Anunciação (c. 1506-1511),
Por Vasco Fernandes, atualmente no Museu de Lamego.

A Anunciação é um dos painéis que constituia o Políptico da Capela-mor da Sé de Lamego, tendo sido criado por Grão Vasco, tal como os outros painéis do Políptico, no período entre 1506 e 1511. Tendo de altura 173 cm e de largura 92 cm, a obra representa o episódio bíblico da Anunciação.
Em primeiro plano está a Virgem envolta num manto de vermelho vivo que escuta religiosamente o arcanjo Gabriel, que ajoelhado e segurando com a mão esquerda o ceptro de ouro, transmite a mensagem divina num pergaminho triplamente selado pela Santíssima Trindade. O arcanjo vinca o carácter sagrado da sua missão indicando com o braço direito a presença divina na forma da pomba do Espírito Santo. No pergaminho que o anjo Gabriel segura está inscrita a saudação: Ave Gratia Plena Dominus Tecum (Salve, Cheia de Graça, O Senhor é Contigo). Por sua vez, na orla do manto da Virgem está inscrito: Ecce Ancilla Domini Fiat Michi Secundum Verbum Tuum (Eis a serva do Senhor; faça-se em mim segundo a tua palavra) (Lucas 1:38).
A cena decorre no interior de uma habitação repleta de objectos decorativos ou de uso quotidiano. No medalhão colocado na parede ao fundo, Eva segura a maçã com a mão esquerda, indicando com a mão direita a Virgem. Ainda na parede do fundo, na parte superior, surge a representação miniatural, em grisalha, de três personagens identificadas com temas do Antigo Testamento: o Profeta Ezequiel; Gedeão e o velo Probatório; e, muito provavelmente, Moisés e a Sarça ardente. À direita, junto do armário mural, num pequeno quadro, a figura do Padre Eterno. No chão, no centro da composição, surge um fogareiro, o que constitui  um objeto elemento tipicamente português. Uma janela aberta, ao fundo do lado esquerdo, faz a ligação com o exterior, onde se vêem edificações de recorte flamengo.
Para Sant´Anna Dionísio, na Anunciação, a mestria de Vasco Fernandes aproxima-se claramente do virtuosismo prodigioso dos retratistas da Flandres. Nesta pintura, a simplicidade e a ingenuidade integram-se de modo impecável na profusão e placidez das coisas inertes. Ambas as figuras vestem riquíssimas roupagens, no caso do Arcanjo um sumptuoso manto de brocado sobre uma túnica de tom de marfim e Maria um longo e amplo vestido carmezim que é uma obra prima de modéstia sumptuosa. As mãos do mensageiro são maravilhas de finura, tendo a que se ergue a delicadeza de um príncipe, e a outra, apoiada no pergaminho da mensagem - Ave gracia plena Dominum tecum - é tão estilizada que parece inverosímil. Conclui Dionísio referindo que a finura da figura de Maria, embora muito bela, não atinge a excepcional e tocante simplicidade da figura do Anjo, parecendo de outro artista, o que tem levado alguns a supor que na realização destes grandiosos painéis terá havido a participação de outros parceiros além do grande Vasco Fernandes.:665

### Visitação

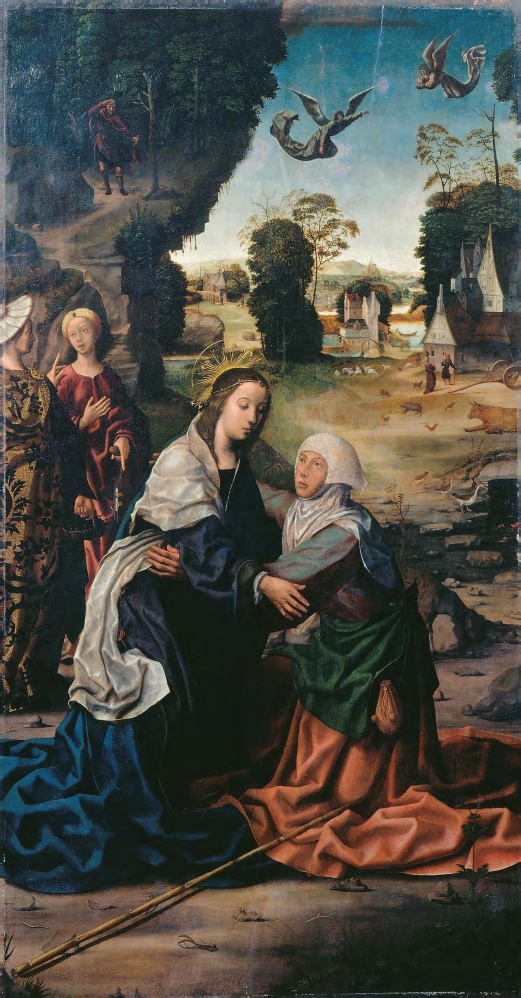
Visitação (c. 1506-1511),
Por Vasco Fernandes, atualmente no Museu de Lamego.

A Visitação é um dos painéis que constituia o Políptico da Capela-mor da Sé de Lamego, tendo sido criado por Vasco Fernandes, tal como os outros painéis do Políptico, no período entre 1506 e 1511. Tendo de altura 177 cm e de largura 93 cm, a obra representa o episódio bíblico do  Visitação.
Representa o encontro bíblico da Virgem Maria e da sua prima Santa Isabel cujas figuras envoltas em largos mantos dominam o primeiro plano da cena que se prolonga por uma aprofundada paisagem. A paisagem é dominada por uma arquitetura de inspiração nórdica baseada numa técnica miniaturista notável que permite o aprofundamento do espaço. À esquerda, parece suspensa uma paisagem enquadrada por frondosa vegetação por onde um caminhante (São José?) conduz um jumento. As duas figuras femininas, situadas atrás da Virgem, são provavelmente uma alusão às suas virtudes: a Castidade e a Humildade. Dois anjos, voando no céu, são os elementos estritamente religiosos que completam a cena.
O colorido suave desta fase inicial da vida artística de Vasco Fernandes, que contrasta com os tons mais sombrios das últimas obras, liga-se a uma elegância das figuras e à mestria no desenho do cenário. Não são identificáveis erros de desenho e de perspetiva, e as figuras equilibram-se com sentido realista e idealizado. Além da preocupação à minúcia dos pormenores, e à figuração subtil, Vasco Fernandes revela-se nesta obra um excelente paisagista. O viajante e os dois anjos são elementos figurativos que conferem à cena um valor poético e a expressão religiosa.
Para Sant´Anna Dionísio, na Visitação, o encontro bíblico entre as duas santas mulheres tem a movimentação peculiar de uma fremente cena dramática. As amplas roupagens são sabiamente dispostas e empoladas. As mãos visíveis de Maria e Isabel são claras demonstrações da mestria que naquele tempo os pintores das grandes oficinas atingiam na execução destes elementos essenciais da figura humana. Por sua vez, as fisionomias das duas Mulheres transmitem uma estranha melancolia, parecendo uma visita mais de comiseração do que de discreta felicitação por ambas as gravideses.:666
Prossegue Dionísio referindo que a paisagem envolvente é de uma grande placidez variedade e harmonia. Do lado esquerdo destaca-se uma alcantilada proeminência densamente arborizada. Do lado direito, ao longe, uma cordilheira montanhosa de um cinzento muito leve. No plano intermédio, um rio corre brandamente pela planura o que dificilmente invoca uma paisagem portuguesa, da mesma forma que o edifício apalaçado de tectos agudos é nitidamente nórdico. O único pormenor que parece querer sugerir uma terra portuguesa é a pequena carroça que se descobre num recanto.:666

### Circuncisão

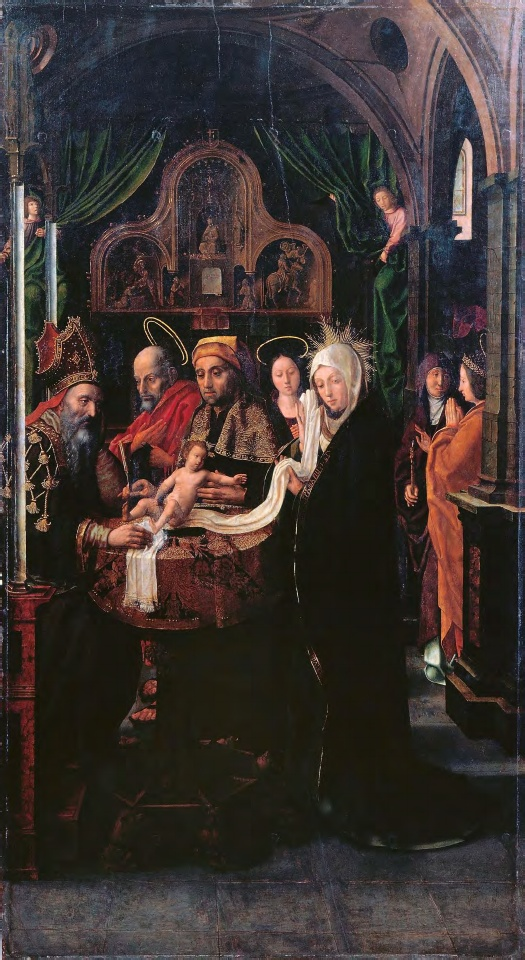
Circuncisão (c. 1506-1511),
Por Vasco Fernandes, atualmente no Museu de Lamego.

A Circuncisão é um dos painéis que constituia o Políptico da Capela-mor da Sé de Lamego, tendo sido criado por Grão Vasco, tal como os outros painéis do Políptico, no período entre 1506 e 1511.  Tendo de altura 177 cm e de largura 96 cm, a obra representa o episódio bíblico da Circuncisão de Jesus.
Em cima duma mesa de base poligonal de leões e coberta por um vistoso brocado, está o Menino Jesus numa toalha que se estende até ao rosto lacrimoso da Virgem, que se apresenta esbelta e juvenil, ao contrário do  envelhecido e calvo São José. Ligeiramente atrás dos pais da criança está outra santa figura (talvez Santa Isabel). As divisas do bispo mecenas estão representadas no escudete que remata o pequeno retábulo em fundo, conjecturando-se que seja o próprio bispo que está ao centro da cena entre os santos personagens, com expressão piedosa, segurando o Menino para a realização da operação.
A cerimónia de caracter intimista realiza-se numa espécie de pequena capela, estilo Renascença. No limiar do pórtico lateral estão duas figuras femininas em atitude de oração, segurando a de frente uma vela acesa cuja chama protege com a mão, o que lhe dá valor simbólico. A distribuição da luz, por trás do grupo em primeiro plano, permite aprofundar o espaço e realçar um retábulo dentro de um retábulo, simbolicamente mostrado por dois anjos que, suspensos, seguram os longos cortinados verdes. O retábulo é constituído por três nichos que albergam esculturas miniaturais em grisalha representando temas do Antigo Testamento: ao centro, Deus Pai sobre as Tábuas da Lei ladeado por duas figuras em adoração, talvez o Rei David e o profeta Elias; à esquerda, vê-se o Sacrifício de Isaac (Gênesis 22:9-13); e, à direita, o episódio do Burro de Baalão (Números 22:22-29).
Segundo Dalila Rodrigues, citada na Matriznet, Vasco Fernandes com a Circuncisão, numa composição concentrada e vigorosa, não reduz a figuração ao essencial, antes claramente opta pelo complexo e o invulgar e articulando com desenvoltura os pormenores de complexo simbolismo.
Para Sant´Anna Dionísio, a Circuncisão é uma pintura concentrada e vigorosa, porventura o mais notável de todos os desta preciosa série de painéis quinhentistas. Luciano Freire, o pintor que restaurou a pintura, considerava que se o seu autor foi Vasco Fernandes, deveria ser considerada como uma das suas obras-primas. Sant´Anna Dionísio considerava que a dúvida sobre a autoria não se justificava, argumentando que as duas figuras fundamentais do quadro, os dois sacerdotes, possuem a nítida marca de Vasco Fernandes e que um pintor flamengo dificilmente poderia imprimir tão vigoroso cunho português no rosto destes dois varões, ainda que supostos na Palestina mil e quinhentos anos antes.:667
Ainda para Sant´Anna Dionísio, o Sumo-sacerdote parece ensimesmado com o olhar fixo num ponto indefinido, enquanto o outro sacerdote com o bisturi na mão se prepara para realizar a operação sacramental. Maria, esbelta e juvenil, muito mais nova que o Esposo, parece desviar o rosto do corte antepondo as suas mãos finas. A cerimónia é de uma intimidade perfeita realizando-se numa espécie de pequena capela de estilo renascentista, rica de sanefas e arcaturas e com um sacrário de esmerada execução povoado de cenas e figuras bíblicas.:666
Sant´Anna Dionísio conclui referindo que segundo a conjectura de Vergílio Correia o sacerdote que empunha o bisturi é o retrato do bispo João Camelo de Madureira.:667

### Apresentação no Templo

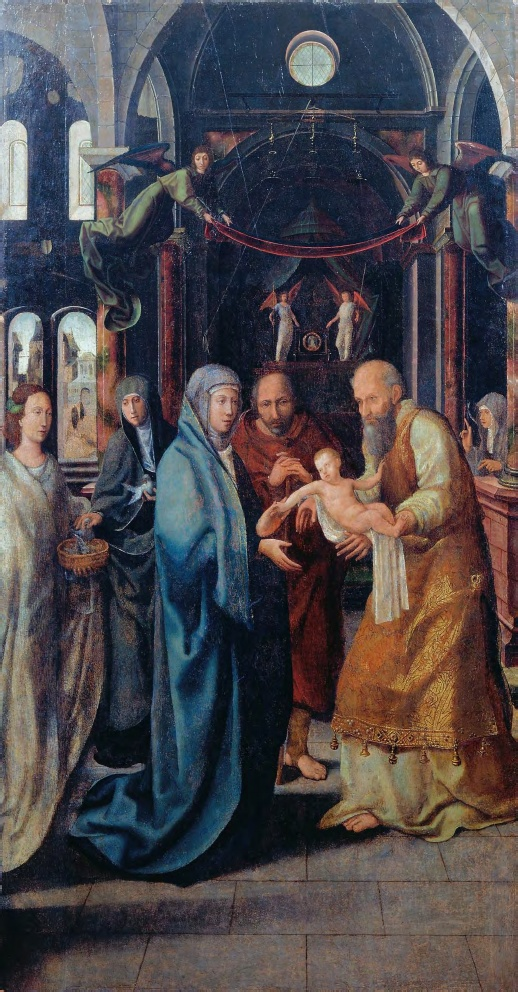
Apresentação no Templo (c. 1506-1511),
Por Vasco Fernandes, atualmente no Museu de Lamego.

A Apresentação no Templo é um dos painéis que constituia o Políptico da Capela-mor da Sé de Lamego, tendo sido criado por Grão Vasco, tal como os outros painéis do Políptico, no período entre 1506 e 1511. Tendo de altura 183 cm e de largura 101 cm, a obra representa o episódio bíblico da Apresentação de Jesus no Templo.
No interior de uma capela com características renascentistas, estão a Virgem Maria, São José e o velho Simeão que segura o Menino Jesus nos braços. Estão ainda presentes duas mulheres jovens, do lado esquerdo, uma das quais segura uma cesta com pombos de oferenda e, no lado oposto, a profetisa anciã Ana. Simeão veste um manto de brocado castanho dourado rematado por pendentes. Atrás dos personagens, dois anjos pairando seguram o cortinado para permitir ver, mais recuado a Arca da Aliança sob um dossel ladeada por duas estatuetas. As janelas e o óculo permitem a entrada da luz, contribuindo para um efeito cenográfico notável.
Ao fundo, do lado esquerdo, definem-se dois pares de janelas sobrepostas, deixando as de baixo aperceber uma paisagem de inspiração nórdica. De acordo com a MatrizNet, este painel foi brutalmente repintado tendo apenas a figura da esquerda sido poupada.
Para Sant´Anna Dionísio, a Apresentação no Templo é uma composição equilibrada e simples. A sugestão do divino dificilmente transparece sob as formas tão objectivas e exactas desta pintura ávida de singularidades humanas e terrenas, não bastando uma auréola para tornar perceptível o que está no insondável limbo do Mistério. O sacerdote tem um belo manto de brocado castanho dourado, por detrás de Maria estão duas jovens com pequenas ofertas de aves e flores, a expressão do Menino Jesus é naturalmente de vivacidade e ingenuidade, nada há neste belo quadro que remeta para a predestinação daquela Criança.:666:667

## Apreciação genérica
Para Joaquim O. Caetano, também para o seu autor, Vasco Fernandes, o Políptico de Lamego é uma obra sem continuação. Há documentação da estada de Vasco Fernandes em Viseu, em 1501 e, sendo discutível a sua participação no anterior Políptico da Capela-mor da Sé de Viseu, a obra de Lamego é a mais antiga empreitada do pintor, certamente já mestre conceituado para receber encargo tão valioso. A sua aprendizagem deve assim ter ocorrido no último quarto do século XV, um período ainda obscuro da história da pintura portuguesa.
Prossegue Joaquim O. Caetano que nada na pintura de Vasco Fernandes nos faz lembrar o que se conhece em Portugal do século XV, relacionando-se antes com o naturalismo, o olhar atento ao detalhe e a composição descritiva da pintura lisboeta contemporânea, com quem se conhecem relações. A sua linguagem artística é no entanto bem individualizada. Nenhum outro pintor utiliza a luz e o claro-escuro para modelar o espaço e a paisagem aprofundando as composições, nem coloca em cena uma tal variedade de adereços e acidentes que contribuem para o seu desenvolvimento em profundidade. Por outro lado, Vasco Fernandes utiliza abundantemente adereços que funcionam como quadros dentro do quadro, enriquecendo o simbolismo da cena principal e criando com ela relações que sugerem, tal como a complexa iconografia geral do conjunto, um acompanhamento directo por parte de quem encomendou a obra, tanto mais que não ocorrerão posteriormente nas suas pinturas conhecidas.
E conclui Caetano que cada vez mais a pintura portuguesa, na sua forma e no seu conteúdo simbólico, encontrará caminhos de uma crescente homogeneidade. Mas os cinco painéis de Lamego entreabrem-nos um mundo, de uma diversidade de tendências formais e iconográficas vindas do final da Idade Média, ainda pouco conhecido, visualmente pouco documentado e de grande fascínio.

## História
Segundo documentação encontrada pelo historiador Virgílio Correia na Torre do Tombo, o Políptico da Capela-mor da Sé de Lamego foi encomendado pelo bispo de Lamego D. João de Madureira (1503-1511) ao pintor viseense Vasco Fernandes, tendo para o efeito sido firmados dois contratos, o primeiro dos quais, em Lamego, a 4 de Maio de 1506. O segundo contrato, lavrado a 4 de Setembro de 1506, estipulou que o retábulo seria constituído por um conjunto de 20 painéis pintados, composto pela seguinte ordem: dois painéis ao centro, o de cima com Deus Pai tendo o globo na mão e rodeado de anjos, e o de baixo, tendo a Virgem Maria sentada com o Menino ao colo; em três fieiras com três quadros de cada lado, seriam as cenas da Criação do Mundo, da Criação de Adão, e da Infância de Jesus, desde a Anunciação até à Apresentação no Templo.

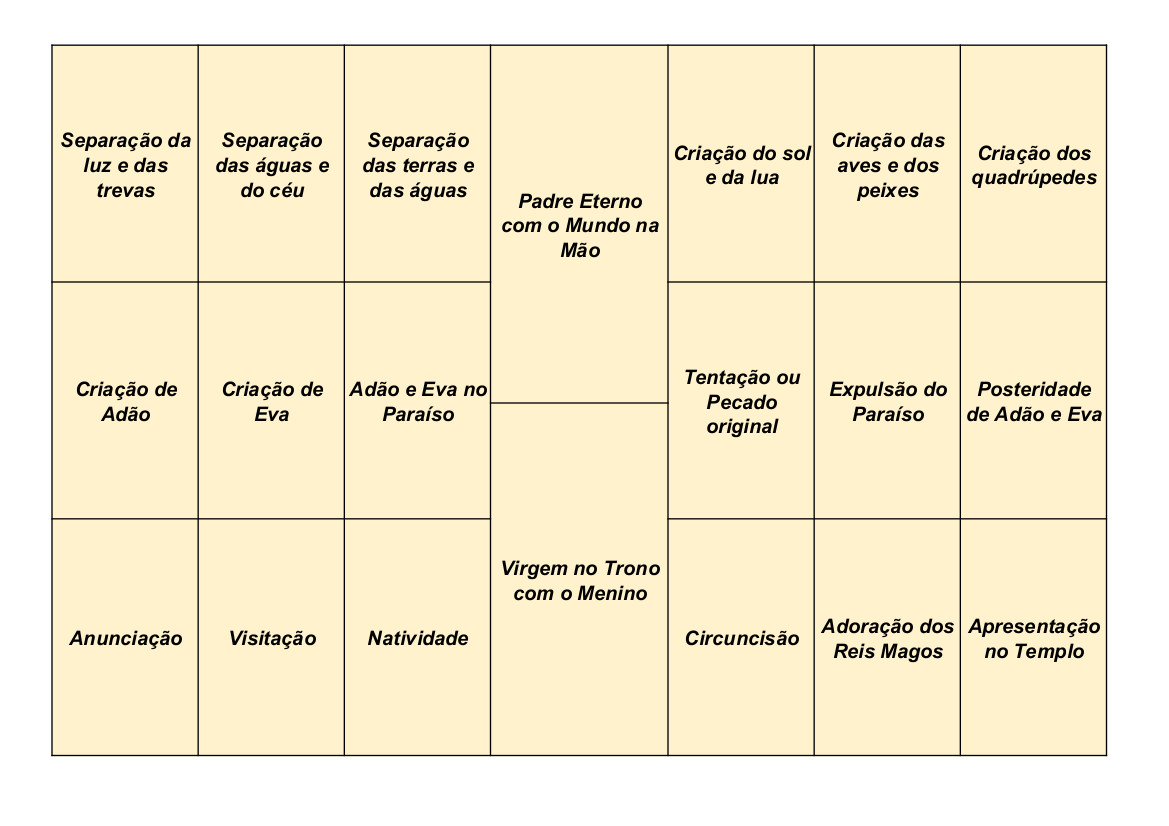
Reconstituição do Políptico da Capela-mor da Sé de Lamego proposta por Dalila Rodrigues.

O segundo contrato também estipulava que seria da responsabilidade de Vasco Fernandes a estrutura arquitectónica em talha, bem como os diversos pormenores de acabamento, tendo as dimensões, programa iconográfico, marcenaria, preço e condições de pagamento sido rigorosamente fixados pelo exigente Bispo.
O montante pago a Vasco Fernandes pelo Políptico foi de 470.000 reais, 150 alqueires de trigo e 3 pipas de vinho, mas cabiam ao pintor todas as despesas com materiais e com a marcenaria, para a qual se tomava como referência o recém criado Políptico da Capela-mor da Sé de Viseu. Vasco Fernandes encomendou madeira para a estrutura ao carpinteiro André Pires, de Lamego, e contratou a marcenaria aos flamengos João de Utreque e Arnao de Carvalho. O próprio bispo encomendou mais tarde a este mestre uma Árvore de Jessé, para completar a fiada central do retábulo, por 40.000 reais, obra que Vasco Fernandes viria a pintar e a dourar com a ajuda do pintor Fernão Anes, de Tomar, recebendo mais 45.000 reais. O pintor assumia a total responsabilidade pela empreitada, cabendo-lhe subcontratar materiais e serviços, tendo as tábuas, por exemplo, embora preparadas pelos entalhadores, resultado de madeira procurada pelo próprio pintor.
Tratou-se de um dos maiores retábulos das Sés portuguesas e constituiu um enorme esforço económico que obrigou o Bispo a endividar-se junto do Conde de Marialva e a dar ao pintor a terça das rendas de Almendra.
O Políptico de que restam atualmente apenas cinco dos vinte painéis iniciais foi concluído em 1511, tendo ficado no local a que foi destinado até que foi apeado e desmembrado devido a obras realizadas no séc. XVIII. Segundo Virgílio Correia (1924),
"durante dois séculos o Políptico permaneceu armado na capela maior da Sé, até que as obras realizadas no segundo quartel do século XVIII atiraram a maior parte das tábuas desligadas para destinos incertos. Algumas sériam oferecidas a igrejas pobres, outras queimadas por imorais. O século de setecentos não compreendia já as ingenuidades dos primitivos e a série da "Criação de Adão", vista de perto com os seus nus flagrantes, deveria indignar ou fazer estoirar de riso o cabido em claustro pleno".
Flávio Gonçalves (1990) confirma a ideia:
"Na verdade, já em 1639 as "Constituições Sinodais do Bispado de Lamego", na esteira de toda a legislação congénere posterior ao Concílio de Trento, determinavam a "decência" das obras de arte do interior dos templos, ordenando aos visitadores que mandassem destruir ou reformar os espécimes em que tal não se verificasse".
De 1881 a 1910 quatro dos cinco painéis sobrevivente encontram-se expostos na Sala do Capítulo da Sé de Lamego. Os quadros são mencionados nos "Autos de Arrolamento da Comissão Concelhia de Inventário", relativos à Fábrica da Sé, realizados em 1911. Em 1912, passam para o edifício do antigo Paço Episcopal, sendo incorporados na colecção do Museu de Arte e Arqueologia criado em 1917, actual Museu de Lamego.
De 1919 a 1923, Luciano Freire tratou os cinco painéis, mencionando que na Anunciação, Visitação e Circuncisão, o estado de conservação "era deplorável por estarem repintados na sua quase totalidade e terem a tinta caída em muitos pontos". De 1940 a 1955, Fernando Mardel tratou os painéis Criação dos Animais, Circuncisão e Apresentação no Templo. Em 1983 os painéis Anunciação e Circuncisão são tratados no Instituto José de Figueiredo. Finalmente, em 2002, a empresa Arterestauro procede ao tratamento dos cinco restantes painéis.

### Ligação externa
- Página oficial do Museu de Lamego